# Josef Zimmermann (Organist)
Josef Zimmermann (* 18. Dezember 1906 in Köln; † 1. August 1998) war ein deutscher Organist und Hochschullehrer.
Zimmermann studierte Kirchenmusik an der Hochschule für Musik in Köln. Er war Schüler von Hans Bachem und Heinrich Lemacher. 1933 legte er sein Staatsexamen ab. Nach ersten Anstellungen in Esch und an St. Stephan in Köln wurde er Organist und Chorleiter an St. Aposteln. Nach 1945 wirkte er für drei Jahre in Bad Godesberg, bis er 1948 zum Organisten am Kölner Dom berufen wurde. Ebenfalls 1948 wurde er zum Professor für Orgelspiel ernannt. Zimmermann wirkte vorwiegend in Köln, wo er seit 1960 in den Orgelfeierstunden konzertierte. Er spielte die Uraufführungen von fast allen Orgelwerken Hermann Schroeders. Zimmermann war Ehrenmitglied der Hermann-Schroeder-Gesellschaft sowie Träger des päpstlichen Gregoriusordens.
Zimmermann starb 1998 im Alter von 91 Jahren. Die Familiengrabstätte befindet sich auf dem Kölner Melaten-Friedhof.

## Tondokumente
- Orgelmusik im Kölner Dom. Deutsche Grammophon 1969.
- Chormusik im Kölner Dom. Köln, Herder, 1977.
- Orgelmusik aus dem Dom zu Köln. Hänssler 1978.
- Orgelmusik aus dem Kölner Dom. Delta Music 1980.
- Orgelmusik aus dem Kölner Dom. Pädagogischer Verlag Schwan 1980.
- Johann Sebastian Bach im Kölner Dom. Verlag Kölner Dom 1981.
- Improvisation im Kölner Dom. Verlag Kölner Dom 1981.
- Orgelmusik aus dem Kölner Dom. Pädagogischer Verlag Schwann-Bagel 1985.
- Orgelmusik aus dem Kölner Dom. Deutsche Grammophon 1987.
- Orgelmusik aus dem Kölner Dom. Deutsche Nationalbibliothek, 2018